# Alice Montacutová
Alice Montacutová (1407 – před 9. prosincem 1462) byla anglickou šlechtičnou a suo jure 5. hraběnkou ze Salisbury, 6. baronkou Monthermer a 7. a 4. baronkou Montacute. Tyto tituly získala po otcově smrti v roce 1428. Její manžel, Richard Neville, se sňatkem s Alicí stal 5. hrabětem ze Salisbury.

## Manželství a potomci
Alice se narodila v roce 1407 jako dcera a jediné manželské dítě Tomáše Montagu, 4. hraběte ze Salisbury a Eleonory Hollandové, dcery Tomáše Hollanda, 2. hraběte z Kentu a Alice FitzAlanové. Ta byla dcerou Richarda FitzAlana, 10. hraběte z Arundelu a Eleonory z Lancasteru.
V roce 1420 se provdala za Richarda Nevilla, který se tak po smrti jejího otce roku 1428 stal 5. hrabětem ze Salisbury. Alice tak byla hraběnkou.
Hlavním sídlem rodiny byl Bisham Manor v Berkshire, i když jejich pozemky ležely především v Hampshire a Wiltshire.
Alice zemřela někdy před 9. prosincem 1462 a byla pohřbena v Montacuteském mauzoleu v opatství Bisham.
Alice měla s Richardem deset dětí, které se dožily dospělosti:
- Jana Nevillová (1423-1462), manželka Viléma FitzAlana, 16. hraběte z Arundelu.
- Cecílie Nevillová, manželka Jindřicha Beauchampa, 1. vévody z Warwicku a poté Jana Tiptofta, 1. hraběte z Worcesteru.
- Richard Neville (16. hrabě z Warwicku), oženil se s Annou Beauchampovou.
- Alice Nevillová, manželka Jindřicha FitzHugha, 5. barona FitzHugh.
- John Neville (1. markýz z Montagu), oženil se s Isabelou Ingoldesthorpovou.
- Jiří Nevill (arcibiskup).
- Eleonora Nevillová, manželka Tomáše Stanleyho, 1. hraběte z Derby.
- Kateřina Nevillová, manželka Williama Bonvilla, 6. barona Haringtona a poté Williama Hastingse, 1. barona Hastingse.
- Tomáš Neville.
- Markéta Nevillová (1444-1506), manželka Jana de Vere, 13. hraběte z Oxfordu.